# Anepitacta egestoides
Anepitacta egestoides är en insektsart som beskrevs av Max Beier 1967. Anepitacta egestoides ingår i släktet Anepitacta och familjen vårtbitare. Inga underarter finns listade i Catalogue of Life.